# Mihelska Gora
Mihelska Gora (nemško Michaelerberg) je naselje v Občini Mostič v Okraju Šentvid ob Glini na Koroškem v Avstriji.